# Niveau d'élimination
Le niveau d'élimination sert à qualifier la gestion des déchets. On considère les 4 niveaux suivants en matière de gestion des déchets d'entreprise :
- 0 : Réduction à la source de la quantité et de la toxicité des déchets produits. C'est le concept de technologie propre.
- 1 : Recyclage ou valorisation des sous produits de fabrication.
- 2 : Traitement ou prétraitement des déchets. Ceci inclut notamment les traitements physico-chimiques, la détoxication, l'évapo-incinération ou l'incinération.
- 3 : Mise en décharge ou enfouissement en site profond.

## Source
- Circulaire du 28 décembre 1990, relative aux installations classées pour la protection de l'environnement. Études déchets. (BOMET n° 467-91/11 du 20 avril 1991).